# جاش متیوز
جاش متیوز (انگلیسی: Josh Mathews؛ زادهٔ ۲۵ نوامبر ۱۹۸۰) کشتی‌گیر کشتی حرفه‌ای، و روزنامه‌نگار اهل ایالات متحده آمریکا است.